# 海軍戦術情報システム

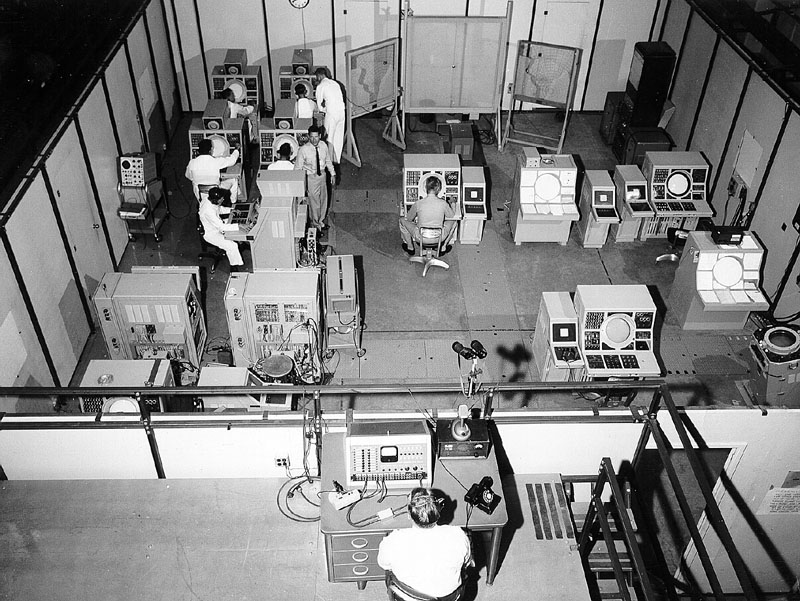
艦上の戦闘指揮所のモックアップによるNTDSの訓練風景。

海軍戦術情報システム（英語: Naval Tactical Data System, NTDS）は、アメリカ海軍のC4Iシステムのひとつ。デジタルコンピュータを用いた戦術情報処理装置によって戦闘指揮所（CIC）の自動化を図るとともに、これらを戦術データ・リンクによって連接して目標情報を共有することで、共通戦術状況図（CTP）という概念を創成した。

## 開発に至る経緯

### 在来型CICの限界
第二次世界大戦後、レーダーに関する最大の問題は、あまりに多くの目標を探知できてしまうということであり、これは1960年代に入っても未解決のままであった。1948年にイギリス海軍が行ったシミュレーションでは、戦闘情報センター（CIC）に熟練のオペレーターを配して統合的に情報を処理した場合でも、同時に処理できる目標はせいぜい12機程度が限界で、20機の目標に対しては完全に破綻してしまうという結果に終わっていた。またその2年後、ジェット機を用いてアメリカ海軍が行った演習では、攻撃機の1⁄4が状況図から漏れてしまった上に、状況図に記入された攻撃機のうち要撃機が指向されたのは3⁄4に過ぎず、高速で襲来するジェット攻撃機に対して従来の手法では対処困難であることが確認された。
アメリカ海軍電子工学研究所 (NEL) では、1949年に着任したマクナリー少佐を中心として、情報処理の自動化についての研究に着手した。また1950年代初頭からはアメリカ陸軍・空軍も同様の研究を行っており、1953年には、空軍とリンカーン研究所によって開発された半自動式防空管制組織（SAGE）の試作機が試験を終えていた。またこの過程で、他軍種でもこのようなシステムへのニーズが大きいことが認識されたことから、その研究のため、イリノイ大学制御システム研究所に対してコーンフィールド計画が発注された。この研究では、海軍については巡洋艦規模の情報処理専用艦を建造して防空中枢とすることを提言していたが、海軍では、もしこの艦を失った場合の防空能力の低下が著しいことを問題視して、この提言を棄却した。

### ランプライト計画の発足
1954年には、リンカーン研究所に対して、SAGEシステムのコンセプトを海軍分野に応用するためのランプライト計画が発注され、マクナリー少佐はその海軍側担当官として着任した。コーンフィールド計画を踏まえて、マクナリー少佐は、専用設計の艦を中枢とするのではなく、システムを搭載した艦であればいつでも適宜に指揮艦としての任を引き継げるようにすることを構想した。彼は構想の概要を15ページのレポートにまとめ上げ、「海軍戦術情報システム」という名称を与えた。これをもとに、1955年夏には50ページの運用・技術要求仕様が作成された。検討を経て、1956年4月には海軍作戦部長府による承認を受けるとともに艦船局 (BuShips) が担当部局に指定され、電子機器設計開発部にNTDS部門が設置されて、マクナリー中佐が引き続き計画調整官として担当することになった。
1955年12月の決定に基づいてコンピュータおよび周辺機器の開発はUNIVACに発注され、1958年3月にはAN/USQ-17コンピュータの初号機がNELの試験場に設置された。1959年4月にはNELのASDEC（Applied Systems Developent and Evaluation Center）において技術試験用機材の設置が完了し、陸上試験が開始された。空母「オリスカニー」およびミサイル・フリゲート（DLG）「キング」、「マハン」の3隻が試験艦となり、1961年10月より洋上での試験が開始された。これ以前にはデジタル化システムがアメリカ海軍艦船に搭載されたことはなく、艤装からして新しい挑戦となった。従来の電子機器とは全く異なる装備であるために維持管理の困難さがあり、またソフトウェアの複雑さもあってプログラムのエラーは頻発したが、機材そのものの信頼性は高かった。
1962年4月1日までにOPTEVFORによる運用評価は終了したが、（ほとんどがプログラムに起因するエラーだったとはいっても）システムの装備化に重大な疑問を提起するような問題も指摘されていた。しかしOPTEVFOR司令官であったチャールズ・バーギン少将は、システムが上手く動作した場合の性能の高さを評価し、またプログラムのエラーはハードウェアの欠陥よりも遥かに安価に修正可能であることを指摘した。これらの評価を経て、1963年3月、海軍作戦部長（CNO）はNTDSの艦隊配備を承認した。

## 構成

### 戦術情報処理装置
| 記号         | 味方 | 敵 | 敵味方不明 | 中立 |
| ------------ | ---- | -- | ---------- | ---- |
| 洋上目標     |      |    |            |      |
| 航空目標     |      |    |            |      |
| ミサイル     |      |    |            |      |
| ヘリコプター |      |    |            |      |
| 潜水艦       |      |    |            |      |
| 魚雷         |      |    |            |      |
| 地上目標     |      |    |            |      |

NTDSは、一義的には戦術レベルで目標情報を管理するシステム（tactical picture-keeping system）である。NTDSそれ自体の他にも、チャールズ・F・アダムズ級ミサイル駆逐艦向けにはJPTDS（Junior Participating Tactical Data System）、オリバー・ハザード・ペリー級ミサイルフリゲート向けにはJTDS（Junior Tactical Data System）と、それぞれダウンサイジングした派生型も開発された。後にこれらの戦術情報処理装置はCDS（combat direction system）と総称されるようになった。

#### ハードウェア
コンピュータとしては、陸上試験の段階では表面障壁トランジスタを用いたAN/USQ-17が用いられていたが、性能不足が指摘され、そのかわりにプレーナー型トランジスタを用いたCP-642/USQ-20が開発された。これは1961年より運用を開始し、また翌1962年には発展型のCP-642Bも開発されて、初期のNTDSの主計算機として用いられた。これらはいずれも30ビットのプロセッサを採用していたが、1969年に登場したAN/UYK-7では32ビットに移行した。また同機の後継となるAN/UYK-43は、1983年12月より引き渡しを開始したが、後にこれを用いたシステムはACDS (advanced CDS) と改称され、CP-642シリーズおよびAN/UYK-7を用いたシステムのみがNTDSと称されるようになった。
CP-642コンピュータが用いられていた時期には、巡洋艦は2基、航空母艦は4基を搭載していた。その後、AN/UYK-7コンピュータの開発とともに駆逐艦やフリゲートへの搭載も開始され、スプルーアンス級駆逐艦ではNTDS用として1基、対潜戦（ASW）用としてもう1基を搭載した。アダムズ級の近代化改修用に開発されたJPTDSでは、1基のAN/UYK-7でNTDSと武器管制システム（WDS Mk.13）を動作させていた。一方、ペリー級用に開発されたJTDSでは、2基のAN/UYK-7が用られた。
コンソールとしては、最初期にはヒューズ社が試作したAN/SSA-23が使用されていたが、機能的にいくつかの不満があったことから、AN/SYA-1、ついでAN/SYA-4が開発されて用いられた。その後、NTDSが対潜戦（ASW）にも活用されるようになると、より汎用性が高いコンソールが必要となり、AN/UYA-4が広く用いられるようになった。またNTDSモデル4以降ではAN/UYQ-21も導入された。

#### ソフトウェア
NTDSのソフトウェアは、当初は明確なバージョン管理は行っていなかったが、運用試験の際のソフトウェアが後にモデル0、また1962年から艦隊配備を開始した際のソフトウェアがモデル1と称されるようになった。これは様々なアプリケーションをモジュールとして組み込んでおり、例えば最大のモジュールであるTEWA（Threat evaluation and weapon assignment）は約10,500ワードのメモリ容量を使用した。その後、1966年にはモデル3、1976年にはモデル4、1986年にはモデル4.1と、順次にバージョンアップされていった。
モデル4は、CP-642シリーズおよびAN/UYK-7コンピュータでの実行に対応している。これに対し、モデル4.1はAN/UYK-43コンピュータで実行できるように再構築したもので、当初はRNTDS（restructured NTDS）と称されていたが、上記の通り、後にはACDSのブロック0と位置づけられるようになった。ACDSブロック0以降では、データリンク機能をC2P（Command & Control Processor）に移管できるようになった。そしてモデル5.0は、ACDSブロック1以降のためのソフトウェアとなった。ACDSブロック1では、従来のNTDSと比して追尾能力は8倍、探知距離は4倍になることを目指したとされる。
ACDSブロック0は1993年度、またブロック1は1996年度より実艦への搭載が開始された。しかしブロック1は性能面でも信頼性でも不満が残り、ソフトウェアのクラッシュが多発し、また共同交戦能力（CEC）への適合性にも問題があったことから艦隊配備は断念され、後には艦艇自衛システム（SSDS）に統合されていった。

### 戦術データ・リンク
NTDSは、各艦の戦術情報処理装置を戦術データ・リンクによって連接し、コンピュータネットワークを構築して、目標情報を共有することも重視されていた。
戦術データ・リンクの規格としては、標準的に使用する双方向リンク（A-Link; 後のリンク 11）、NTDS非搭載艦にデータを送信するリンク（B-Link; 後のリンク 14）、近距離で使用する高速リンク（C-Link; 後のリンク 12）、そして艦上戦闘機の管制用リンク（後のリンク 4）が盛り込まれていた。ただしこの時期、戦術核兵器の使用に備えて艦隊は分散配備されるようになっており、C-Linkを使う状況は稀であると考えられたため、これは装備化されなかった。
その後、NTDSモデル5では、リンク 16の運用に対応した。

## 派生型

### 各種戦用派生型
上記の経緯もあり、NTDSはもともと対空戦（AAW）の組織化を目的として開発されたが、1960年代中盤より、これを対潜戦（ASW）にも活用することが検討されるようになり、ASWSC&CS（ASW Ship Command and Control System）計画が着手された。実用実験のため、ASWSC&CSを搭載した3隻のHUK任務群 (Hunter-killer Group) を編成することが決定され、1966年から1967年にかけてエセックス級空母の一隻である「ワスプ」を対潜空母として改装し、また当時建造中だったガーシア級フリゲートのうち「ヴォーグ」および「コーレシュ」がASWSC&CSを搭載するよう改設計を受けた。結局、同システムがそのまま装備化されることはなかったが、この研究成果はスプルーアンス級駆逐艦やオリバー・ハザード・ペリー級ミサイルフリゲートなどのCDSの開発に応用された。
一方、タラワ級強襲揚陸艦で搭載されたITAWDS（Integrated Tactical Amphibious Warfare Data System）では、水陸両用作戦の指揮・統制能力が強化されている。
また艦艇部隊のためのNTDSを敷衍するかたちで、アメリカ海兵隊の防空部隊のためのMTDS (Marine Tactical Data System) 、空母航空団のためのATDS（Airborne Tactical Data System）も開発・配備された。

### 国外向け派生型
NTDSから派生した戦術情報処理装置は、多くの西側諸国で導入されていった。まずフランス海軍ではSENIT（Systeme d¨Exploitation Navale des Informations Tactiques）をシュフラン級駆逐艦に、またイタリア海軍ではSADOC（Sistema Automatico di Direzione delle Operazioni di Combattimento）をアンドレア・ドーリア級巡洋艦および「ヴィットリオ・ヴェネト」に搭載した。
またドイツ海軍のリュッチェンス級駆逐艦にはSATIR-Iが搭載されたが、これは上記のJPTDSに先駆けて、DDGへのNTDS系戦術情報処理装置搭載の嚆矢となった。同時期には海上自衛隊もたちかぜ型護衛艦にWESを導入したが、これはリンク 11の運用能力は省略しており、実質的には、NTDSの技術を用いてWDSをデジタル化したようなシステムであった。